# (31) Euphrosyne
(31) Euphrosyne – planetoida z pasa głównego planetoid okrążająca Słońce w ciągu 5 lat i 215 dni w średniej odległości 3,15 au.

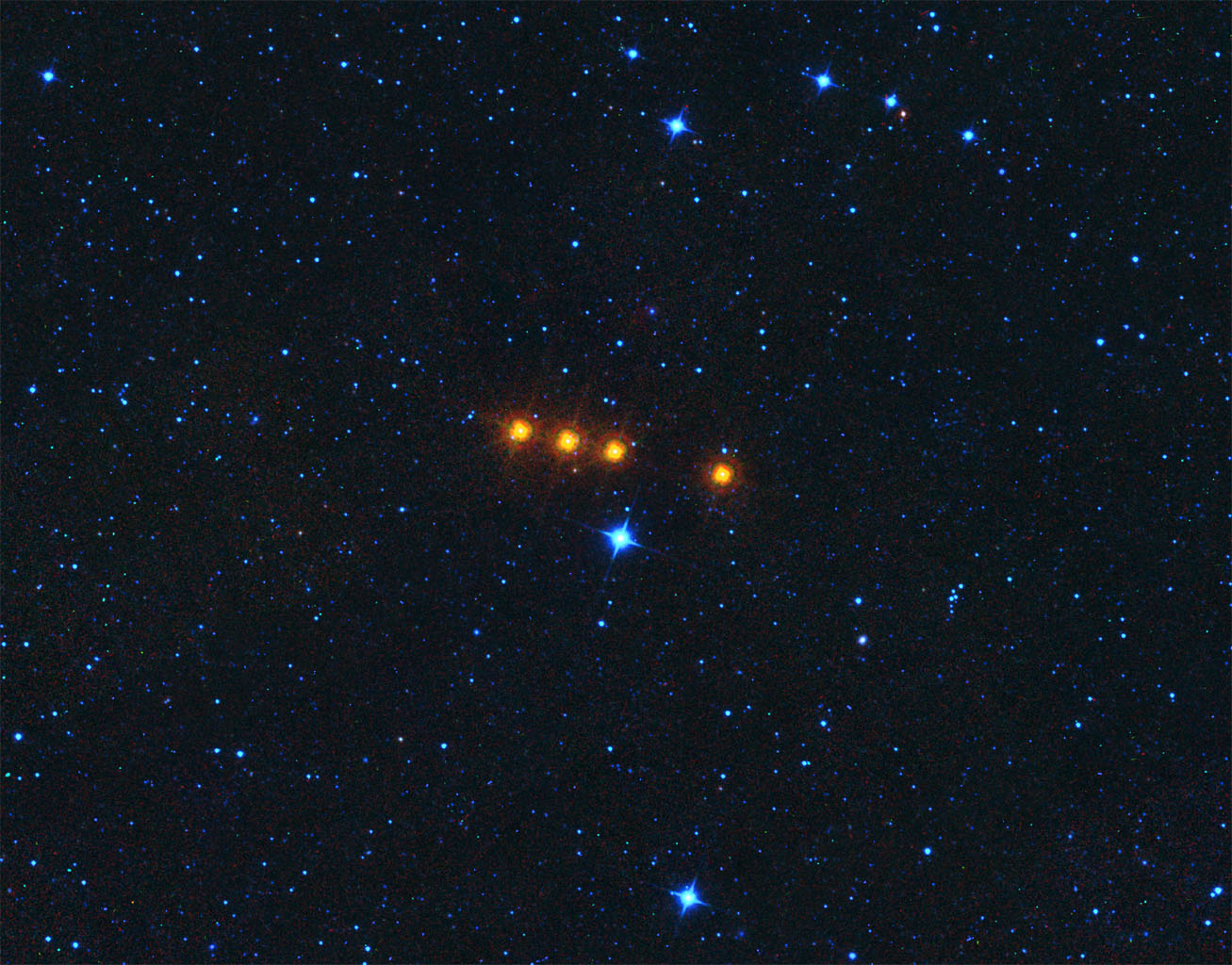
Ruch (31) Euphrosyne na tle gwiazd w odstępach kilkugodzinnych na zdjęciu w podczerwieni z teleskopu kosmicznego WISE

Została odkryta 1 września 1854 roku w Waszyngtonie przez Jamesa Fergusona. Była to pierwsza planetoida odkryta w Ameryce Północnej. Nazwa planetoidy pochodzi od Eufrosyne, jednej z charyt w mitologii greckiej.